# Audi Q2
Audi Q2 — самый маленький по габаритам кроссовер от немецкого концерна Volkswagen Group. Автомобиль продаётся с осени 2016 года. Автомобиль представлен с двумя видами силовых установок: бензиновые и дизельные двигатели с различными рабочими объёмами от 1,0 до 2,0 литров, с отдачей от 116 л. с. до 190 л. с.

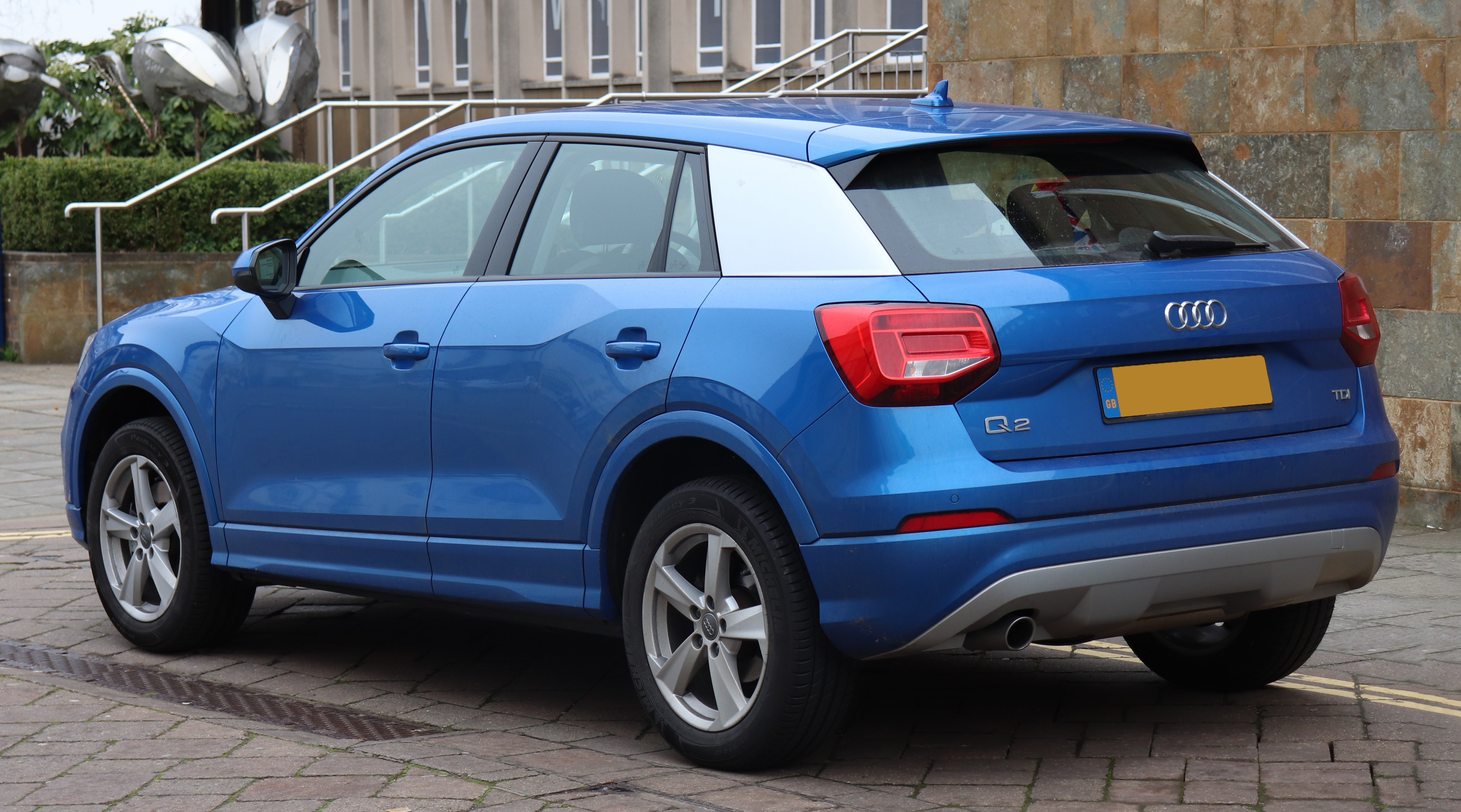
Audi Q2 вид сзади

Младшие двигатели с отдачей в 116 л. с. (1 литр объёма — бензин, 1,6 литра объёма — дизель) лишены полного привода. В качестве трансмиссии предлагается либо механическая КПП, либо механическая роботизированная (S-Tronic).
Автомобили с моторами мощностью 150 л. с. независимо от типа топлива могут опционно оснащаться полноприводным шасси Quattro. Доступны с механикой и роботом. Наиболее мощные автомобили с бензиновыми и дизельными двигателями объёмом два литра и идентичной отдачей в 190 л. с. по умолчанию комплектуются полным приводом. Такие автомобили способны ускоряться до 100 км/ч за 6,8 с. (бензин) и 7,3 с. (дизель), что является весьма неплохим результатом на данный момент. Усреднённый расход топлива дизельного двухлитрового Q2 составляет 4,9 литра на 100 километров пути. О расходе бензинового мотора аналогичного объёма сведений нет. Трансмиссия исключительно роботизированная.

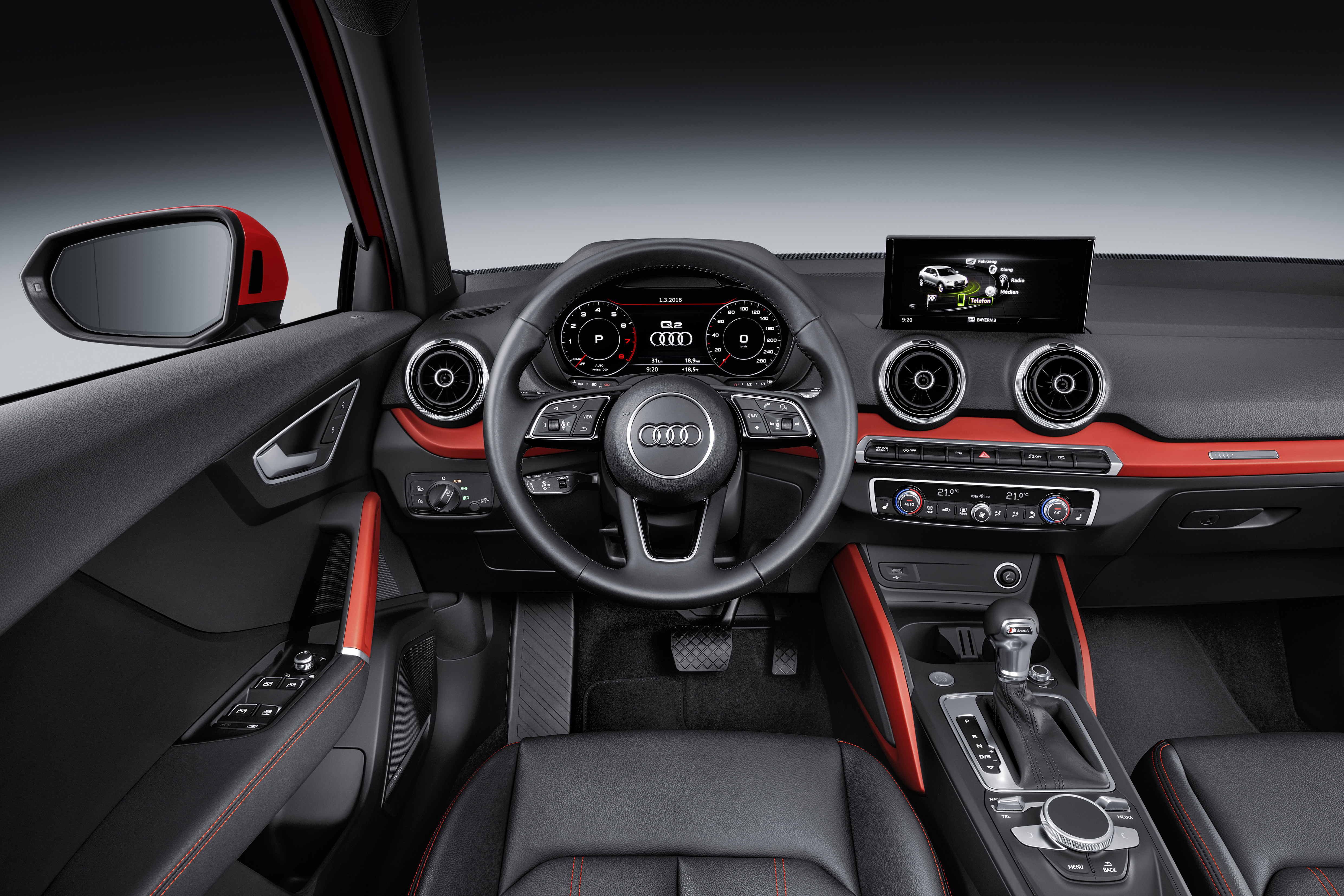
Интерьер Audi Q2

Основной агрегат 150-сильный 1,4-литровый двигатель TFSI, который оснастили системой отключения двух цилиндров. Показатели расхода топлива в смешанном режиме 5.6 литра на сотню, а разгон составляет 8.5 секунд. Интересен тот факт, что Q2 с двигателем 1,4 TFSI, мощностью 150 л. с., оснащённый полноприводным шасси  продаётся только с механической коробкой передач, а переднеприводная его версии доступна и с роботом S-Tronic.

### Безопасность
Автомобиль прошёл тест Euro NCAP в 2016 году:
| Euro NCAP                               | Euro NCAP | Euro NCAP | Euro NCAP             |
| --------------------------------------- | --------- | --------- | --------------------- |
| · общий рейтинг                         |           |           |                       |
| 93%                                     | 86%       | 70%       | 70%                   |
| взрослый пассажир                       | ребёнок   | пешеход   | активная безопасность |
| Протестированная модель: Audi Q2 (2016) |           |           |                       |

## SQ2
В 2018 году представлена спортивная версия серии S — Audi SQ2. На модель установлен 4-x цилиндровый двигатель объёмом 2 л. от Audi S3 с турбонаддувом и максимальной мощностью 221 кВт (300 л.с.), разгон до 100 км/ч. 4,8 сек., максимальная скорость 250 км/ч.

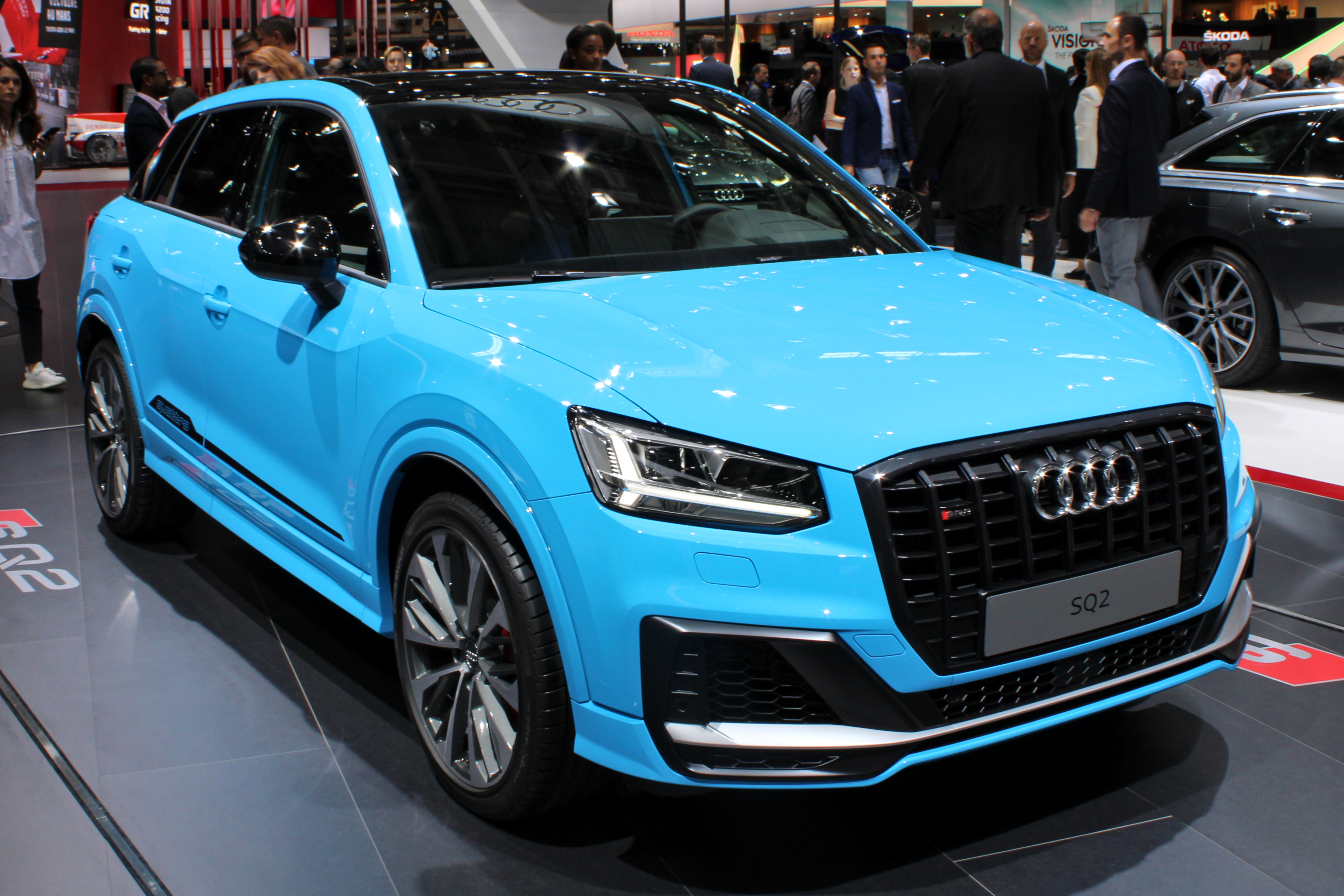
Audi SQ2
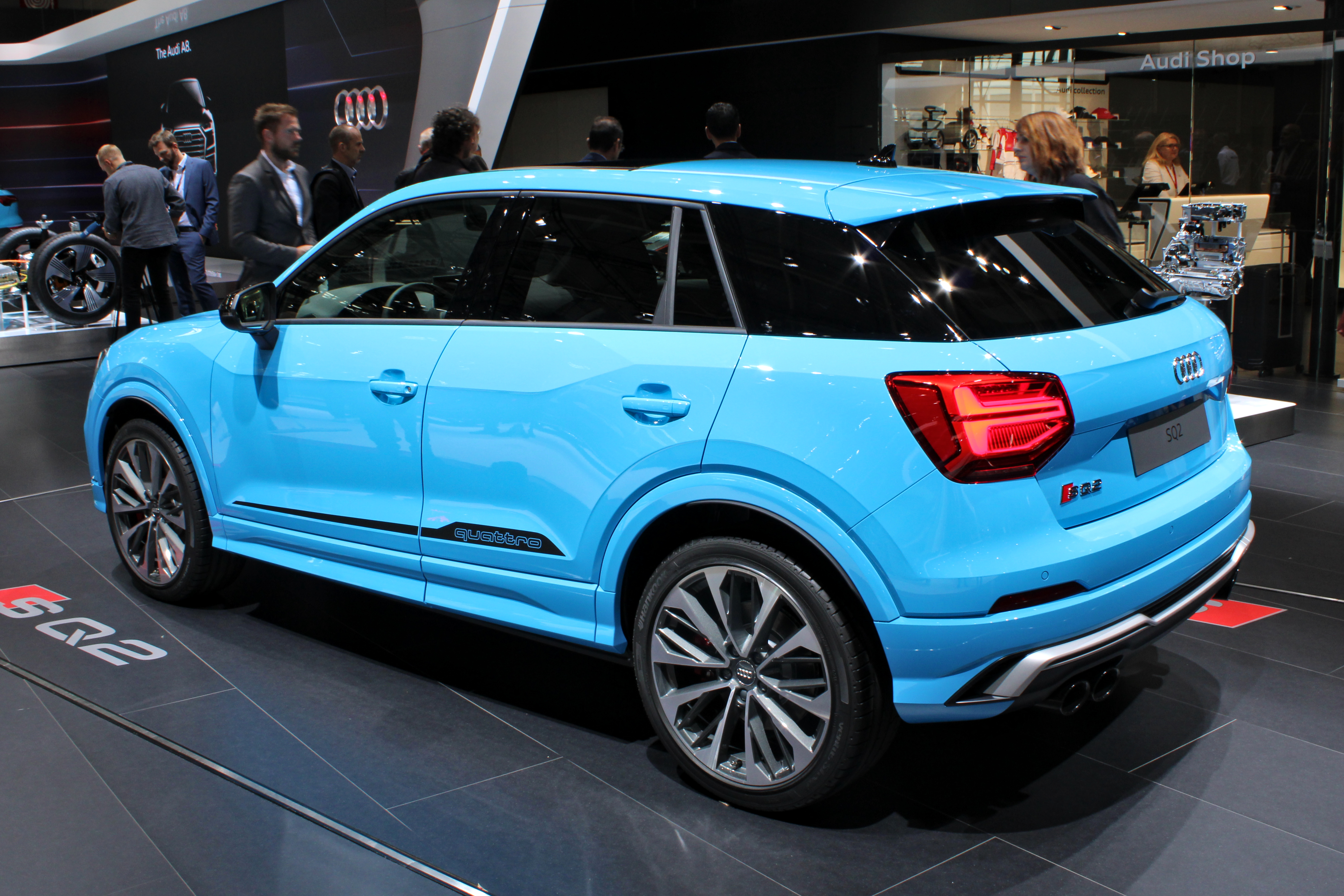
Audi SQ2